# Уболоть (зупинний пункт)
Уболоть (біл. Убалаць) — зупинний пункт Гомельського відділення Білоруської залізниці в Калинковицькому районі Гомельської області. Розташований за 2,1 км на північний захід від села Уболоть; на лінії Жлобин — Калинковичі, поміж станцією Холодники і станцією Горочичі.